# Synonim (taksonomia)
Synonim (skrót syn.) – w taksonomii nierównoważne określenie odnoszące się do taksonu mającego też inną nazwę.
Wyróżnia się synonimy nomenklatoryczne (homotypowe) i taksonomiczne (heterotypowe). Taksony opisane synonimami pierwszego rodzaju oparte są na tym samym typie nomenklatorycznym. Zgodnie z międzynarodowymi kodeksami nomenklatorycznymi tylko jedna nazwa może być ważna, to znaczy zgodna z tymi przepisami. W sytuacji gdy dwie nazwy lub więcej opisują ten sam takson, ustalana jest nazwa ważna (pierwsza prawidłowo opisana), pozostałe stają się synonimami nomenklatorycznymi. Ten sam takson opisywany jest różnymi nazwami zwykle dlatego, że autorzy nazw zbierają i opisują rośliny z odległych obszarów lub z różnych siedlisk, czasem wykazujące pewne zróżnicowanie morfologiczne. Stwierdzenie, że chodzi o jeden i ten sam takson możliwe jest w takich wypadkach zwykle dopiero po zgromadzeniu i analizie odpowiednio dużej ilości materiału z różnych obszarów i siedlisk.
Synonimy taksonomiczne powstają, gdy w wyniku rozwoju wiedzy pewne taksony są dzielone, łączone lub przenoszone. Nazwy określane jako synonimy taksonomiczne odnoszą się do taksonów mających różne typy nomenklatoryczne i stają się synonimami w wyniku taksonomicznego osądu.
Liczba synonimów rośnie wraz z liczbą opisywanych nowych taksonów. W odniesieniu do roślin okrytonasiennych na jedną nazwę ważną przypadają średnio 3–4 synonimy. Saccharomyces cerevisiae ma około 120 synonimów.
O tym które nazwy naukowe są ważne, a które są synonimami zwykle rozstrzygają opracowania monograficzne, najczęściej rodzajów lub rodzin, gromadzące wszelkie nazwy opublikowane w obrębie analizowanej jednostki taksonomicznej i porządkujące je w odniesieniu do taksonów identyfikowanych na podstawie możliwie wszechstronnie analizowanego materiału, w odniesieniu do cech morfologicznych, chemicznych, liczby chromosomów, zasięgów i analizy sekwencji DNA.